# العبودية في جزر القمر

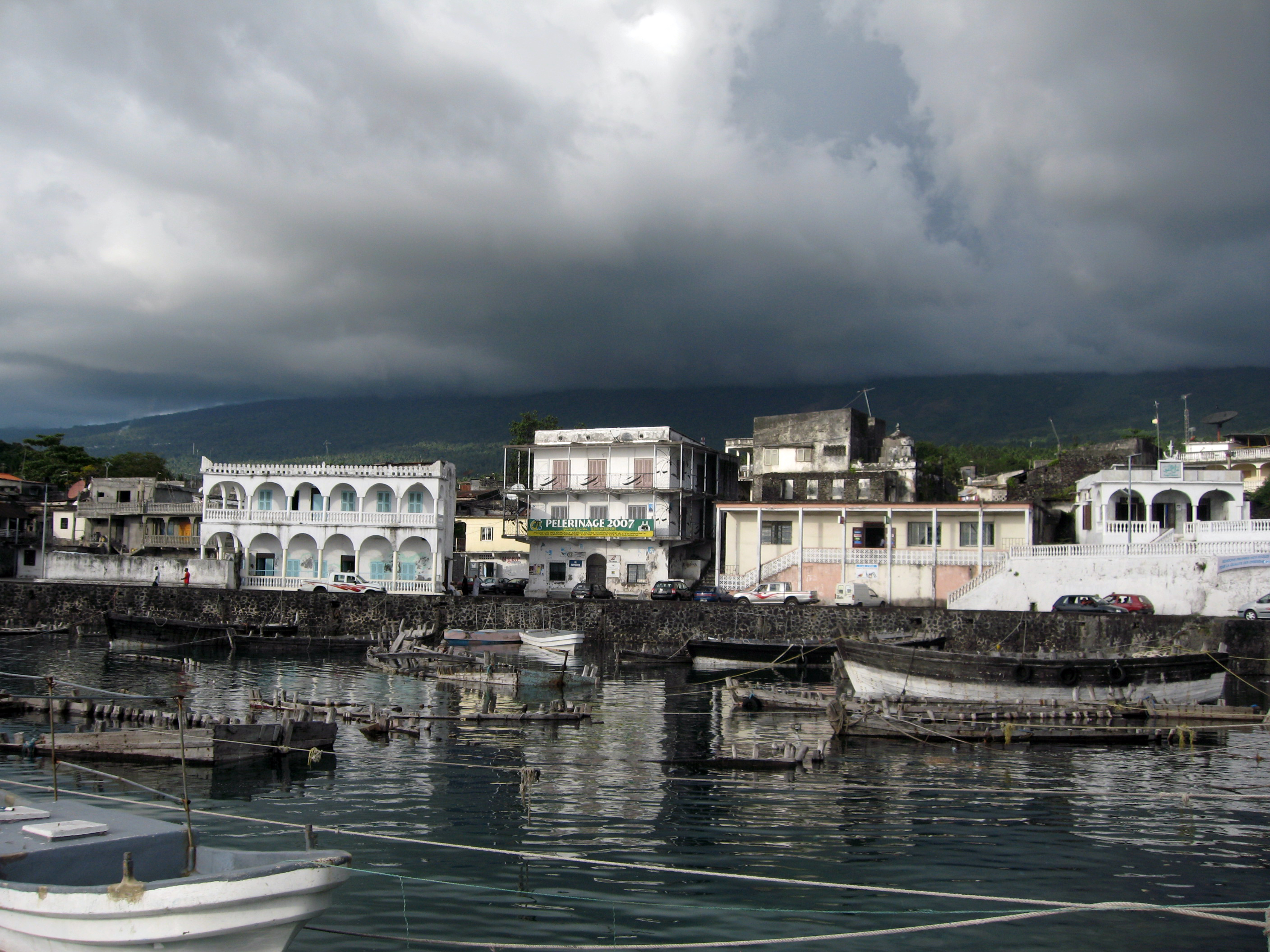
ميناء موروني.

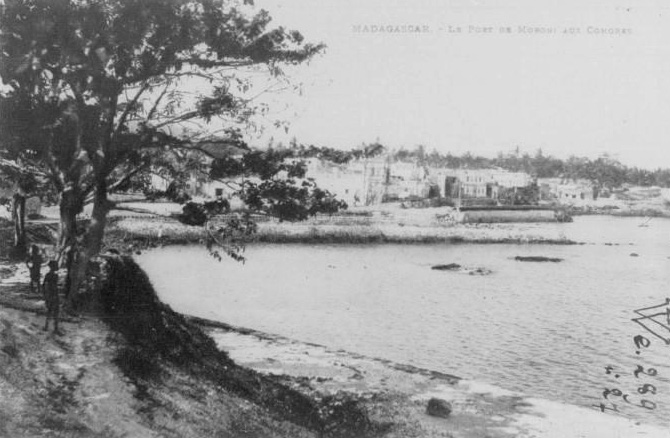
ميناء موروني.

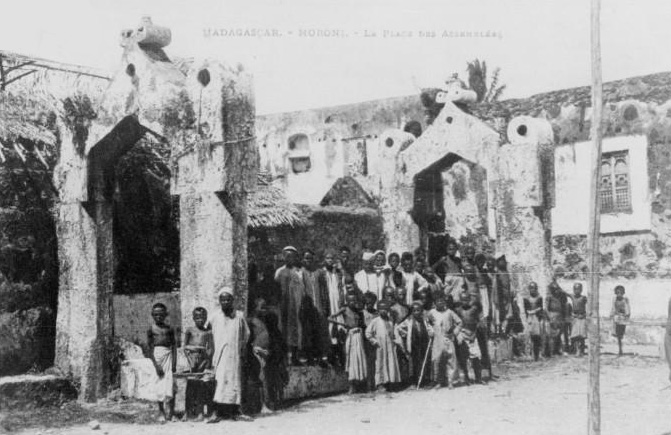
موروني-مكان التجمعات.

كانت العبودية موجودة في جزر القمر حتى عام 1904. وكانت جزر القمر لاعبا في تجارة الرقيق في المحيط الهندي حيث كان يتم تهريب العبيد من ساحل السواحلي في شرق إفريقيا عبر المحيط الهندي إلى عمان في شبه الجزيرة العربية وكانت واحدة من اللاعبين الرئيسيين في التجارة إلى جانب تجارة الرقيق في زنجبار.

## التاريخ
يلاحظ أن العبودية كانت موجودة في جزر القمر طالما تم توثيق تاريخ الجزر وربما تم تقديمها من خلال تجارة الرقيق العربية.

### تجارة الرقيق في جزر القمر
بعد عشرينيات القرن التاسع عشر توسعت تجارة الرقيق في جزر القمر لتشمل جزءا كبيرا من تجارة الرقيق في المحيط الهندي والتي كانت مربحة للغاية وأصبحت أحد مصادر الدخل الرئيسية للجزر حتى نهاية القرن التاسع عشر.
كانت سفن الداو العربية التي كانت تستخدم كعبيد تؤجر عادة أو تشكل جزءا من مشروع تجاري مع استعباد طاقم عربي وسواحيلي جزئيا أو كليا حيث كان الربح يقسم بين المالك والقبطان والطاقم (كان أفراد الطاقم المستعبدون ملزمين بإعطاء نصف رواتبهم لصاحب السفينة المستعبدة).
جنبا إلى جنب مع زنجبار كانت جزر القمر تصدر العبيد إلى عمان في شبه الجزيرة العربية.
أصبحت جزر القمر محطة وسيطة لتجارة الرقيق بين الساحل السواحيلي في شرق إفريقيا إلى ريونيون الفرنسية عندما ألغيت العبودية في ريونيون واستبدلت بنظام العمل بالسخرة (1848-1864) عندما تم شحن العبيد إلى جزر القمر ثم من جزر القمر إلى ريونيون كعمال متعاقدين أحرار. اشترت جزر القمر العبيد من موزمبيق البرتغالية أو تجار الرقيق العرب من ساحل السواحلي مثل تجارة الرقيق في زنجبار أويتانجونها أو أنجوتشي أو كيلوا الذين قاموا بتصدير العديد من العبيد الماكوا إلى جزر القمر. في جزر القمر تم الاحتفاظ بالعبيد من البر الرئيسي لمدة عام وبعد ذلك تم تصديرهم إلى ريونيون رسميا كعمال متعاقدين أحرار من جزر القمر.
كما قامت جزر القمر بتصدير العبيد إلى مدغشقر حتى ستينيات القرن التاسع عشر على الأقل.
لتجنب أسطول الدوريات البريطانية لمكافحة العبودية في المحيط الهندي استخدمت سفن العبيد من زنجبار وكذلك من جزر القمر أوراقا مزورة من مايوت الفرنسية في جزر القمر لإعطاء وجهة زائفة لرحلتهم وتجنب المصادرة البريطانية.

### سوق العبيد
في القرن السادس عشر أصبحت جزر القمر ميناء للسفن الأوروبية (البرتغالية والهولندية) التي كانت ترسو لشراء الإمدادات الغذائية في طريقها بين مدغشقر والهند ولتلبية طلب تجارة الغذاء أنتج القمريون المزيد من الغذاء من خلال عمل العبيد المستوردين من مدغشقر وموزمبيق البرتغالية.
خلال تجارة الرقيق الرئيسية في جزر القمر في القرن التاسع عشر توسعت العبودية الموجودة بالفعل في جزر القمر إلى أبعاد كبيرة حتى أصبح 40 في المائة من السكان عبيدا في ستينيات القرن التاسع عشر.
عاش العبيد في أحياء العبيد في المدن الحجرية وفي قرى العبيد في الريف. تم تدريب العبيد الذكور ليكونوا حرفيين للحفاظ على المدن الحجرية والعمال الزراعيين وتم استخدام العبيد الإناث كعبيد منزليين أو محظيات (عبيد جنس).

### الإلغاء
أصبحت جزر القمر محمية فرنسية في عام 1841 ولكنها لم تكن مستعمرة فرنسية وبالتالي لم تخضع للقانون الفرنسي مما يعني أن العبودية لم يتم إلغاؤها تلقائيا عندما ألغت فرنسا العبودية في عام 1848. كان الاستثناء هو جزيرة مايوت التي أصبحت مستعمرة فرنسية وتم إلغاء العبودية بالفعل في أربعينيات القرن التاسع عشر.
تم إلغاء العبودية أخيرا في عام 1904. ومع ذلك استمر العبيد السابقون في العيش في منازلهم السابقة واستمروا في العمل بنفس المهام لنفس الأشخاص وفي الممارسة العملية استمروا في العيش كما فعلوا أثناء العبودية حتى أواخر السبعينيات.